# Läsare
För mer allmän betydelse, se läsning

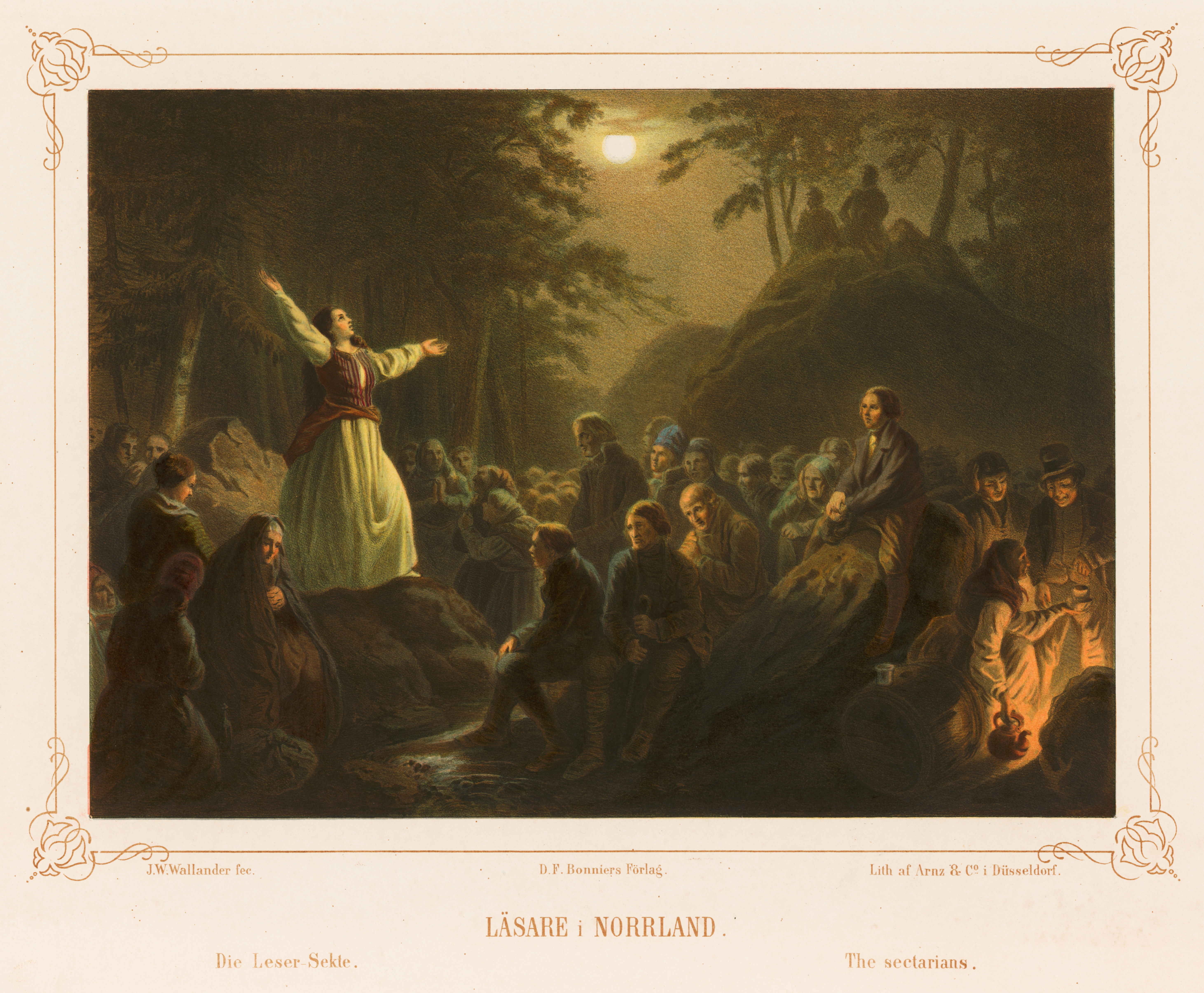
Kvinna predikar för församlad skara sittande åhörare, 1855. Av Josef Wilhelm Wallander.

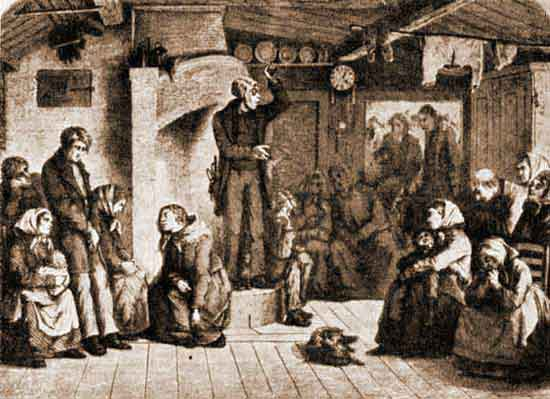
En kolportör predikar samt säljer småskrifter till sin målgrupp, som består av läsare. Bild ur Ny illustrerad tidning, andra halvan av 1800-talet.

Läsare är väckelserörelser och personer, som betonade vikten av läseri, det vill säga läsande av Bibeln och annan kristen litteratur. Gammalläseriet präglades av pietismens lagiskhet, främst på 1700-talet. Nyläseriet präglades av 1800-talets nyevangelism och frikyrkliga rörelser med rötter i herrnhutismen.

## Norrlandsläseriet
Norrlandsläseriet var en form av nyläseri och hade sin storhetstid 1810–1850. Bland ledarna fanns Anders Larsson i Norrlångträsk, 1794–1876 och Gerhard Gerhardsson, 1792–1878. De stod inför rätta 1819 i Landsförsamlingens Kyrka i Skellefteå för upprorisk verksamhet och ohörsamhet gentemot präster, biskop och gudstjänstordning och för att ha brutit mot konventikelplakatet, förbudet mot samlingar utan ledning av präst. 
Kvinnor talade och predikade bland läsarna, Maja-Lisa Söderlund var en av de kvinnor som var vida känd i norra Västerbotten. Hon var nära vän till Carl Olof Rosenius, som senare skulle bli en av ledarna i Evangeliska Fosterlands Stiftelsen, då under betydligt lugnare former. Men under en kort tid var kvinnans röst fri i församlingarna, för att sedan tystna igen. Läseriets upproriskhet och fritänkande har en koppling till den senare komna arbetarrörelsen. Läsarna bestod av människorna i glesbygden, långt från de högkyrkliga i statens kyrkoorganisation.
Ett exempel på läsarnas sätt att uttrycka sig
| ”                                                         | Den som tror det prästerna lära, han faller säkert i helvetet! | „ |
| – M J Ahnqvist - Nyläsarväckelsen 1815–1923 Libris 800356 |                                                                |   |

## Läsarrörelser i andra länder
Pietismen spreds över hela den germansk-talande delen av Europa. Termen läsare synes dock vara specifikt nordisk. I Norge betecknar ordet ofta en specifik läsarrörelse, haugianerna. Laestadianismen har sina rötter i läsarrörelsen också. 